# Jan Potocki
Jan Potocki (Pikov, 8 de março de 1761 — Uladivka, 2 de dezembro de 1815) foi um nobre, militar, etnólogo, egiptólogo, linguista e autor polaco.
Sua obra mais famosa é "The Manuscript Found in Saragossa" (O Manuscrito encontrado em Saragoça), romance formado por uma sequência de histórias curtas interligadas, publicado integralmente apenas em 1958, sendo reconhecido como um dos primeiros escritos da chamada literatura fantástica.